# IS Водолея
IS Водолея (лат. IS Aquarii), HD 199467 — одиночная переменная звезда в созвездии Водолея на расстоянии приблизительно 1877 световых лет (около 576 парсеков) от Солнца. Видимая звёздная величина звезды — от +7,89m до +7,77m.

## Характеристики
IS Водолея — красный гигант, пульсирующая медленная неправильная переменная звезда (LB) спектрального класса M0 или M3III. Эффективная температура — около 3800 К.